# Teodósio (prefeito augustal)
Teodósio (em latim: Theodosius) foi um oficial bizantino do século VI, ativo durante o reinado do imperador Anastácio I Dicoro (r. 491–518). Nativo de Antioquia e filho do patrício Caliópio, exerceu a função de prefeito augustal do Egito em 516. Nesse ano, quando Dióscoro II (r. 516–517) foi consagrado arcebispo alexandrino, Teodósio foi assassinado pelos habitantes da cidade, possivelmente devido à escassez de óleo.